# Sarah Frederick
Sara Frederick es una profesora de la Universidad de Boston y autora especializada en literatura japonesa del siglo XX y las relaciones entre los medios de comunicación de masas, la literatura moderna, el género y la cultura.

## Trayectoria
Ha trabajado sobre la cultura de la publicación femenina en los años 1920 y 1930, la imagen y el texto en la literatura de los años 1930 a 1950, y género y sexualidad en la literatura y cultura modernas. Imparte cursos en la Universidad de Boston sobre los diferentes periodos de la literatura japonesa, el cine y la cultura popular, así como cursos comparativos en temas como el melodrama como género en la ficción y el cine. Ha recibido becas de NEH, Fullbright- Hays, Javits, Fundación Ihakuho, y el Ministerio de Educación japonés para sus investigaciones.
Fue presidenta interina de World Languages & Literatures en 2010-2011 y forma parte de la Junta del Centro de la BU para el Estudio para Asia, para lo cual también ha sido Directora Asociada. Ella es miembro del Consejo Ejecutivo del Consorcio de Kioto para Estudios Japoneses del cual la Universidad de Boston es miembro. En otoño de 2015, Sarah Frederick es profesora de KCJS en el Consorcio de Kioto para Estudios Japoneses ubicado en la Universidad Doshisha.
También trabaja en el proyecto de un libro sobre la historia y la literatura japonesa a través de voluminosas obras de Yoshiya Nobuko (1896-1973), una de las autoras japonesas más exitosas que enriquece la cultura de las féminas japonesas (cultura SHŌJO). El proyecto trata con materiales de escritura de Yoshiba desde los años 1910 hasta los años 70, incluyendo sus escritos de viajes en Asia durante y después de la guerra del Pacífico, así como su vida futura en la cultura de las mujeres, incluyendo manga y anime.

## Obras
Es autora de obras tales como:
- Turning Pages: Reading and Writing Women’s Magazines in Interwar Japan
- Artículo: East Asian Cultures Critique
- Artículo: US Japan Women’s Journal
- Artículo: Japan Forum
- Bad Girls of Japan, trabajando en un proyecto conjunto de Humanidades Digitales con Alice Tseng (BU, Historia del Arte y Arquitectura) "Mapping Kyoto" financiado en parte por el Instituto Hariri de Investigación Computacional.